# Sierra maldita
Sierra maldita és una pel·lícula espanyola de 1954 dirigida per Antonio del Amo i protagonitzada per Rubén Rojo, Lina Rosales i José Guardiola.

## Resum
Puebla de Arriba és un poble de la serra andalusa sobre el qual recau una terrible maledicció: totes les dones que neixen allí són estèrils. Els homes del poble buscaran núvia a Puebla del Valle per a poder procrear el que provoca diversos conflictes.

## Repartiment
| - Rubén Rojo - Juan - Lina Rosales - Cruz - José Guardiola - Lucas - José Sepúlveda - Manuel Zarzo - Emilio - Miguel Gómez - José Latorre - Vicente Ávila - Mario Moreno - Agustín Rivero | - Tomás Torres - Rodolfo del Campo - Blanca Suarez - Julia Pachelo - María Dolores Albert - Sirio Rosado - Luis Moreno - Francisco Beiro - Mariquita Najar |

## Premis
Desena edició de les Medalles del Cercle d'Escriptors Cinematogràfics
| Categoria                | Nominats                        | Resultat   |
| ------------------------ | ------------------------------- | ---------- |
| Millor pel·lícula        | Millor pel·lícula               | Guanyadora |
| Millor actor secundari   | José Guardiola                  | Guanyador  |
| Millor argument original | Alfonso Paso José Luis Dibildos | Guanyadors |

I Festival Internacional del Cinema de Sant Sebastià
| Categoría         | Nominados         | Resultado  |
| ----------------- | ----------------- | ---------- |
| Millor pel·lícula | Millor pel·lícula | Guanyadora |
| Menció honorífica | José Guardiola    | Guanyador  |